# Más de mil cámaras velan por tu seguridad
Más de mil cámaras velan por tu seguridad (lit. ‘Més de mil càmeres vetllen per la teva seguretat’) és una pel·lícula espanyola del 2003 dirigida per David Alonso Sacristán.

## Sinopsi
Un grup de joves universitaris que es coneixen de l'època de l'institut, es veuen embolicats en una inquietant trama de suspens, que es desencadena arran d'una sèrie de successos en aparença quotidians. Toni, que acaba de trencar amb Susana i no ho accepta en assabentar-se que la seva nova parella és Alex, i del seu company d'habitació i amic incondicional, Roberto, acaben d'entrar en una estranya web. S'hi veuran embolicats les seves amigues Andrea, estudiant de medicina, Andrea, que treballa de missatgera, i Lorena, companya de Susana.

## Repartiment
- Antonio Hortelano com a Toni
- Laura Manzanedo com a Susana
- Lorenzo Armenteros com a Roberto
- Fernando Andina com a Álex
- Mónica Estarreado com a Andrea
- Aurora Carbonell com a Lorena
- Eva Maciel com a Patricia

## Nominacions
- Goya al millor so (2003)[3]